# К145ИК17

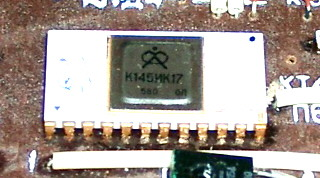
К145ИК17 производства «Ангстрем»

К145ИК17 — электронный компонент, микросхема серии К145, реализующая набор телевизионных игр типа Pong. Применялась в качестве основы советских игровых систем Pong-типа. Для построения игровой системы требовалась микросхема и минимальный набор дополнительных компонентов.
Точная дата разработки и начала производства микросхемы не известна, ориентировочно это 1978 год — год начала выпуска игровых систем «Электроника Экси Видео 01» заводом «Экситон». Помимо них, данная микросхема нашла применение в телеигре «Электроника Экси Видео 02» того же завода, а также приставках других производителей: серии «Электроника Видеоспорт» (в частности, «Видеоспорт-3»), «Эврика» и «Электроника Лидер».
Микросхема производилась заводами «Ангстрем» (г. Зеленоград) и «Экситон» (Московская область, г. Павловский Посад). Микросхема выполнена в корпусе DIP24. Завод «Ангстрем» выпускал микросхему в металлокерамическом корпусе (вероятно, опытное производство), завод «Экситон» — в пластиковом. При этом оба варианта микросхемы имели одинаковое обозначение.
Ближайший функциональный аналог микросхемы — General Instrument AY-3-8500 (1976), которая являлась основой многих зарубежных Pong-систем. AY-3-8500 выпускалась в корпусе DIP28, но 4 вывода не использовались. К145ИК17 имеет аналогичный набор игр и систему раздельных видеовыходов для элементов изображения (игровое поле, ракетки, мяч), позволяющих реализовать цветную графику за счёт внешних элементов. Распиновка микросхем частично совпадает (в том числе с учётом сдвига за счёт меньшего количества выводов).
Основное отличие микросхемы К145ИК17 от AY-3-8500 заключается в использовании в К145ИК17 входа для выбора игры одной кнопкой (при нажатии на неё игры меняются последовательно), а в AY-3-8500 — шести раздельных выводов для подключения галетного переключателя, поворотом которого и осуществляется выбор игры (или многокнопочного переключателя с зависимой фиксацией). Микросхема AY-3-8500 была установлена в одной из самых ранних советских приставок — «Турнир», выпущенной в 1978 году. В ней игра выбирается именно таким, многокнопочным переключателем (с четырьмя, а не с шестью положениями, поскольку фотопистолет в «Турнире» отсутствует).
ИМС AY-3-8500 обладает недокументированной возможностью, позволяющей играть в игру «хоккей с гандикапом» (в англоязычных источниках — просто «handicap»). В телеиграх с клавишным переключателем (таких, как «Турнир») для её выбора необходимо перевести все клавиши в отжатое положение. Если же переключатель галетный, без доработки приставки выбор «хоккея с гандикапом» невозможен. У ИМС К145ИК17 возможность играть в «хоккей с гандикапом» является документированной, этой игре соответствует нулевое положение встроенного в микросхему счётчика, перебирающего игры.
Во многих справочниках, содержащих списки зарубежных аналогов отечественных микросхем, в качестве аналога К145ИК17 ошибочно указывалась микросхема AY-3-8900 (STIC, видеоконтроллер игровой консоли Intellivision). Вероятно, это является следствием опечатки (цифра 9 вместо 5) в одном из ранних списков аналогов, в который была включена К145ИК17.

## Назначение выводов
- 1 — выход звука
- 2 — питание +5в
- 3 — вход «Угол отскока»
- 4 — видеовыход для мяча (мишени)
- 5 — вход «Скорость мяча»
- 6 — вход «Вброс мяча»
- 7 — видеовыход правой ракетки
- 8 — видеовыход левой ракетки
- 9 — управление правой ракеткой
- 10 — управление левой ракеткой
- 11 — вход «Размер ракетки»
- 12 — выход синхросмеси
- 13 — смещение
- 14 — вход тактовой частоты (около 2 МГц)
- 15 — выход частоты кадров
- 16 — выход «направление движения мяча» 0-вверх, 1-вниз
- 17 — выход «направление движения мяча» 0-влево, 1-вправо
- 18 — ?
- 19 — вход «Выбор игры»
- 20 — видеовыход игрового поля
- 21 — вход «Сброс»
- 22 — вход «Выстрел»
- 23 — вход «Попадание»
- 24 — общий